# 双峰村
双峰村是中国浙江省杭州市西湖区西湖街道所辖的一个村，位于西湖风景区内，处于西湖之西。土地总面积98公顷，总人口约800人。周边景点有杨公堤、花港观鱼、于谦祠、中国茶叶博物馆等。该村产西湖龙井茶。